# Torne älv
Torne älv (på nordsamisk Duortnoseatnu, finsk Tornionjoki, meänkieli Tornionväylä) er den største elv i Norrbotten i Sverige, med en længde på 521,6 kilometer. Den har sit udspring i Torne träsk, 341 meter over havets overflade. Afvandingsområdet er på 40.157 km². De største bifloder er Vittangiälven, Lainioälven og Muonioälven. Ved Junosuando mistes over halvdelen af vandmængden til Kalixälven gennem gaffeldeling med Tärendö älv. Området der omgiver elven op til Kurravaara og bifloderne kaldes Tornedalen.
Torne älv udgør grænsen mellem Sverige og Finland, på de sidste 150 kilometer før udløbet i Bottenviken. Fra 1809 til 1917 udgjorde elven grænsen til Det Russiske Kejserrige.